# Małaja Sieriedniaja
Małaja Sieriedniaja (ros. Малая Середняя) – wieś w Rosji, w rejonie charowskim obwodu wołogodzkiego. W 2021 r. była niezamieszkana.